# Курт фон Клюфер
Теодор Курт фон Клюфер (нім. Theodor Kurt von Klüfer; 1 жовтня 1869, Мюнстер — 19 жовтня 1941, Мюнстер) — німецький офіцер і військовий письменник, оберст запасу вермахту. Кавалер ордена Pour le Mérite.

## Біографія
Клюфер походив зі старовинного нижньосаксонського знатного роду. Син Теодора фон Клюфера (20 вересня 1832, Браунсберг — 10 листопада 1912, Ганноверш-Мюнден), оберста 73-го фузілерного полку в Ганновері, і його дружини Клари, уродженої фон Даргіц (1837 — 12 січня 1908). Німецько-американський виробник картону Юліус Клюфер (1844–1916) був його дядьком.
В 1887 році вступив  трирічним добровольцем в Ганноверський фузілерний полк №73 Прусської армії. Там він отримав звання другого лейтенанта 21 вересня 1889 року. Після цього його перевели в Ольденбурзький піхотний полк №91 і направили у військову академію для подальшого навчання. Після успішного завершення навчання Клюфер 3 роки служив полковим ад'ютантом.
Під час Першої світової війни був майором і командиром 2-го батальйону піхотного полку «Великий герцог Фрідріх Франц II Мекленбург-Шверінський» (4-й Бранденбурзький) №24. 25 лютого 1916 року командував штурмом форту Дуомон. Хоча його 6-та рота під командуванням лейтенанта резерву Ойгена Радтке першою увійшла до фортеці, через помилку зв'язку командир 8-ї роти Кордт фон Брандіс отримав орден Pour le Mérite. Тоді Клюфер вимагав, щоб це питання було з’ясовано почесним судом відповідального армійського корпусу. Це прохання було витлумачено командувачем армійським корпусом як критика рішення німецького імператора і як неввічливість, який потім як покарання наказав перевести Клюфера на батьківщину. Лише в 1926 році Радтке був визнаний Імперським архівом як перший німецький офіцер, який увійшов до форту. Клюфер відзначився під час операції «Міхаель», в якій брав участь як командир полку.
Після закінчення війни Клюфер недовго служив командиром загону фрайкору. Тоді він спочатку був прийнятий в тимчасовий рейхсвер, але залишив активну службу 31 грудня 1920 року в званні оберстлейтенанта та пішов на службу в поліцію. Як командир Гельзенкірхенської групи поліції безпеки Клюфер брав участь у придушенні Рурського повстання. Згодом, у 1921 році, йому було доручено загальне командування поліцейськими силами під час березневих боїв у Центральній Німеччині. Вони завершилися штурмом заводу Леуна.
З травня 1921 по квітень 1923 року Клюфер працював начальником поліцейської школи Нойруппіна, а потім командував поліцейською школою Мюнстера до 1926 року. Після виходу у відставку працював військовим письменником. Зокрема, він прагнув точно відобразити події, пов'язані зі штурмом форту Дуомон. З 1924 року Клюфер був членом студентського корпусу Cheruscia Erlangen, який об'єднався в корпусом Saxo-Thuringia München в 1929 році.
З нагоди 25-ї річниці битви під Танненбергом 27 серпня 1939 року Клюфер отримав звання оберста запасу.

## Нагороди
- Столітня медаль
- Хрест «За вислугу років» (Пруссія) (25 років)
- Залізний хрест 2-го і 1-го класу
- Королівський орден дому Гогенцоллернів, лицарський хрест з мечами
- Pour le Mérite (21 квітня 1918)
- Почесний хрест ветерана війни з мечами

## Literatur
- Hanns Möller: Geschichte der Ritter des Ordens pour le mérite im Weltkrieg. Band I: A–L. Verlag Bernard & Graefe, Berlin 1935, S. 590–592.
- Karl-Friedrich Hildebrand, Christian Zweng: Die Ritter des Ordens Pour le Mérite des I. Weltkriegs. Band 2: H–O. Biblio Verlag, Bissendorf 2003, ISBN 3-7648-2516-2, S. 231–232.